# Alone (Marshmello-Lied)
Alone ist ein Song des US-amerikanischen DJs und Musikproduzenten Marshmello. Er wurde zuerst im Mai 2016 als Single und am 17. Juni 2016 als Download auf iTunes und Spotify veröffentlicht.

## Musikvideo
Die Veröffentlichung des Musikvideos wurde am 2. Juli 2016 auf den YouTube-Kanälen von Marshmello und Monstercat durchgeführt. Bis Anfang Februar 2019 hat das Video auf Marshmellos Kanal über 1,1 Milliarden Aufrufe erreicht.
Das Video zeigt, wie Marshmello von seinen Mitschülern gemobbt wird. Eine Mitschülerin, die ihn sympathisch findet, geht nach der Schule zu seinem Haus und beobachtet ihn durch das Fenster wie er Musik produziert. Sie nimmt ein Video davon auf und Marshmello wird über Nacht populär, als sie es im Internet veröffentlicht. Das Video endet damit, dass Marshmello seinen tragbaren EDM-Pad Controller herausnimmt und eine Tanzparty in seinem Klassenzimmer veranstaltet, bei der alle Mitschüler und der Lehrer zu der Musik tanzen.

## Kommerzieller Erfolg

### Chartplatzierungen
| ChartsChartplatzierungen             | Höchstplatzierung | Wochen |
| ------------------------------------ | ----------------- | ------ |
| Vereinigte Staaten (Billboard)       | 28 (11 Wo.)       | 11     |
| Vereinigte Staaten (Billboard Dance) | 3 (32 Wo.)        | 32     |
| Vereinigtes Königreich (OCC)         | 61 (3 Wo.)        | 3      |

### Auszeichnungen für Musikverkäufe
| Land/Region                  | Auszeichnungen für Musikverkäufe (Land/Region, Auszeichnung, Verkäufe) | Verkäufe  |
| ---------------------------- | ---------------------------------------------------------------------- | --------- |
| Italien (FIMI)               | Gold                                                                   | 25.000    |
| Kanada (MC)                  | Platin                                                                 | 80.000    |
| Neuseeland (RMNZ)            | Platin                                                                 | 30.000    |
| Spanien (Promusicae)         | Gold                                                                   | 30.000    |
| Vereinigte Staaten (RIAA)    | 5× Platin                                                              | 5.000.000 |
| Vereinigtes Königreich (BPI) | Silber                                                                 | 200.000   |
| Insgesamt                    | 1× Silber · 2× Gold · 7× Platin ·                                      | 5.365.000 |

Hauptartikel: Marshmello/Auszeichnungen für Musikverkäufe